# ホルコムジャック和馬
ホルコム ジャック和馬（ホルコム ジャックかずま、
1993年12月14日 - ）は、NHKのアナウンサー。

## 略歴
東京都世田谷区出身。早稲田大学卒業後、2016年に入局。初任地は岡山放送局。2019年4月に大分放送局に異動。2022年4月より東京アナウンス室に勤務。

## 嗜好・挿話
- 父親はオーストラリア人、母親は日本人[2]。
- 名前の読み方は「ホルコムジャック・かずま」ではなく「ホルコム・ジャックかずま」である[3]。
- 自分の苗字に漢字を当てるとしたら『'保瑠湖夢』であろうと考えている[4]。
- 2025年4月21日から左手薬指に結婚指輪を嵌めているのが確認されている。

## 現在の担当番組
- NHKニュースおはよう日本〈祝日を除く月曜 - 金曜〉（サブキャスター：2025年3月31日 - ）
  - ニュース・気象情報（午前10時の定時ニュース）〈祝日を除く月曜 - 金曜〉

## 過去の担当番組
岡山放送局時代（2016年6月 - 2018年度）
- どーも、NHK（2016年6月12日） - 新人お披露目
- 岡山のニュース・中継・リポート
- おからじ!
- もぎたて!（不定期・望月啓太のキャスター代行・リポーターなど）
- 旅ラジ!
- 2017年7月の九州北部豪雨では、大分放送局に応援で派遣され、災害情報を中心にローカルニュースを担当した。
- 広島平和記念式典（ラジオ中継）

大分放送局時代（2019年度 - 2021年度）
- いろどりOITA（キャスター：2019年4月1日 - 2022年3月）（隔週担当）
- 5時いろラジオ（不定期）
- 大分のニュース
- ニュース きん5時（大阪放送局制作、2021年7月2日） - 「全国放送されないけど自慢」中継担当

東京アナウンス室時代（2022年度 - ）
- 新年一般参賀（2025年1月2日）
- サタデーウオッチ9（キャスター：2022年4月2日 - 2025年3月22日）
- ニュース645（2023年7月8日 - 2025年3月22日） - 土曜担当（荒木さくらと隔週担当）
- 所さん!事件ですよ（2022年4月7日 - 2025年3月1日）リポーター
- NHKニュースおはよう日本 - 高井正智の夏季休暇に伴う代理キャスター（2025年8月4日 - 7日、8月12日 - 15日）

## 同期のNHKアナウンサー
- 浅野里香
- 江原啓一郎
- 押尾駿吾
- 小野文明
- 川﨑理加
- 佐々木芳史
- 澤田拓海
- 佐藤あゆみ（退職→フリーアナウンサー）
- 高栁秀平（退職→博報堂DYメディアパートナーズグループ）
- 竹野大輝
- 中川安奈（退職→ホリプロ）
- 中村慎吾
- 法性亮太